# Gerberga di Lorena
Gerberga di Lorena (925 circa – 995) è stata una nobildonna tedesca, che diventò moglie di Megingaudo di Gheldria intorno al 945 e fu madre, tra gli altri, di Adelaide di Vilich.
È nota per aver fondato la cittadina di Vilich, con la costruzione di una chiesa ampliata successivamente nell'abbazia di Vilich. È inoltre venerata dalla Chiesa cattolica come beata il 13 novembre.

## Biografia
Era una figlia di Goffredo, conte palatino di Lotaringia, e di Ermentrude, forse la figlia maggiore di Carlo III il Semplice. Da parte di suo padre era una nipote di Gerardo I di Metz e Oda di Sassonia, figlia di Ottone I, duca di Sassonia della stirpe Liudolfingia ed era nipote dell'arcivescovo Wicfrido di Colonia.
Intorno al 978 donarono i loro beni per fondare un convento femminile l'abbazia di Vilich a nord-est di Bonn per commemorare la morte del figlio Goffredo.
L'onere principale dei lavori per la fondazione e la gestione della costruzione del monastero ricadde sulle spalle di Gerberga, poiché il marito partì per Geldern e si chiuse al mondo nel suo castello a causa della morte del figlio Goffredo.
Gerberga decise di riscattare dal Convento di Sant'Orsola a Colonia sua figlia Santa Adelaide di Vilich con una donazione di terra.  
Per questo motivo Santa Adelaide poté diventare la prima badessa di Vilich.
Per determinare la posizione legale di Vilich nell'impero, fece appello all'imperatore Ottone III nel 987 per ottenere uno statuto che garantisse all' abbazia di Vilich lo stesso status legale dei conventi imperiali di Gandersheim, Quedlinburg ed Essen. Con questo statuto il monastero aveva il diritto di scegliere liberamente una badessa senza che nessuna controversia potesse insorgere senza il permesso della stessa badessa e della comunità.  Il privilegio fu confermato successivamente da una bolla papale di papa Gregorio V, datata 24 maggio 996 e da Enrico II nel 1003.
Gerberga sciolto il vincolo coniugale decise di trasferirsi nell'abbazia e fino alla sua morte condusse la vita di una suora contribuendo alla gestione della stessa.
Morì nel 995. Suo marito Megingaudo morì poco dopo, il 998. Entrambi furono tumulati nel monastero di Vilich.

## Figli
Con Megingaudo, ebbe i seguenti figli:
- Goffredo († 977), ucciso in giovane età in una campagna contro la Boemia;
- Irmtrude di Avalgau, che sposò Erberto di Wetterau;
- Santa Adelaide di Vilich, badessa di Vilich;
- Alberada;
- Bertada († 1000), badessa di Colonia.

## Ascendenza
|                                       |                                      |                                      | Genitori                       |  |  | Nonni |  |  | Bisnonni                   |  |  | Trisnonni                        |  |
|                                       |                                      |                                      |                                |  |  |       |  |  | Adalardo II, conte di Metz |  |  | Adalardo I, marchese di Neustria |  |
|                                       |                                      |                                      |                                |  |  |       |  |  | Adalardo II, conte di Metz |  |  | Adalardo I, marchese di Neustria |  |
|                                       |                                      | …                                    |                                |  |  |       |  |  | Adalardo II, conte di Metz |  |  |                                  |  |
| Gerardo I, conte di Metz              |                                      |                                      |                                |  |  |       |  |  | Adalardo II, conte di Metz |  |  |                                  |  |
|                                       |                                      | una contessa d'Eifel                 | Matfrid II, conte d'Eifel      |  |  |       |  |  |                            |  |  |                                  |  |
|                                       |                                      | una contessa d'Eifel                 | Matfrid II, conte d'Eifel      |  |  |       |  |  |                            |  |  |                                  |  |
|                                       |                                      | una contessa d'Eifel                 | …                              |  |  |       |  |  |                            |  |  |                                  |  |
| Goffredo, conte palatino di Lorena    |                                      | una contessa d'Eifel                 |                                |  |  |       |  |  |                            |  |  |                                  |  |
|                                       |                                      | Ottone I, duca di Sassonia           | Liudolfo, conte dell'Ostfalia  |  |  |       |  |  |                            |  |  |                                  |  |
|                                       |                                      | Ottone I, duca di Sassonia           | Liudolfo, conte dell'Ostfalia  |  |  |       |  |  |                            |  |  |                                  |  |
|                                       |                                      | Ottone I, duca di Sassonia           | Oda di Billung                 |  |  |       |  |  |                            |  |  |                                  |  |
| Oda di Sassonia                       |                                      | Ottone I, duca di Sassonia           |                                |  |  |       |  |  |                            |  |  |                                  |  |
|                                       |                                      | Edvige di Babenberg                  | Enrico, duca di Franconia      |  |  |       |  |  |                            |  |  |                                  |  |
|                                       |                                      | Edvige di Babenberg                  | Enrico, duca di Franconia      |  |  |       |  |  |                            |  |  |                                  |  |
|                                       |                                      | Edvige di Babenberg                  | Ingeltrude del Friuli          |  |  |       |  |  |                            |  |  |                                  |  |
| Gerberga di Lorena                    |                                      | Edvige di Babenberg                  |                                |  |  |       |  |  |                            |  |  |                                  |  |
|                                       | Luigi II, re dei Franchi occidentali | Carlo II, re dei Franchi occidentali |                                |  |  |       |  |  |                            |  |  |                                  |  |
|                                       | Luigi II, re dei Franchi occidentali | Carlo II, re dei Franchi occidentali |                                |  |  |       |  |  |                            |  |  |                                  |  |
|                                       | Luigi II, re dei Franchi occidentali | Ermentrude d'Orléans                 |                                |  |  |       |  |  |                            |  |  |                                  |  |
| Carlo III, re dei Franchi occidentali | Luigi II, re dei Franchi occidentali |                                      |                                |  |  |       |  |  |                            |  |  |                                  |  |
|                                       |                                      | Adelaide del Friuli                  | Adalardo, conte di Parigi      |  |  |       |  |  |                            |  |  |                                  |  |
|                                       |                                      | Adelaide del Friuli                  | Adalardo, conte di Parigi      |  |  |       |  |  |                            |  |  |                                  |  |
|                                       |                                      | Adelaide del Friuli                  | …                              |  |  |       |  |  |                            |  |  |                                  |  |
| Ermentrude di Francia                 |                                      | Adelaide del Friuli                  |                                |  |  |       |  |  |                            |  |  |                                  |  |
|                                       |                                      | Teodorico, conte di Ringelheim       | Reginardo, conte di Ringelheim |  |  |       |  |  |                            |  |  |                                  |  |
|                                       |                                      | Teodorico, conte di Ringelheim       | Reginardo, conte di Ringelheim |  |  |       |  |  |                            |  |  |                                  |  |
|                                       |                                      | Teodorico, conte di Ringelheim       | Matilda                        |  |  |       |  |  |                            |  |  |                                  |  |
| Frederuna di Ringelheim               |                                      | Teodorico, conte di Ringelheim       |                                |  |  |       |  |  |                            |  |  |                                  |  |
|                                       |                                      | Reginilde di Godefrid                | …                              |  |  |       |  |  |                            |  |  |                                  |  |
|                                       |                                      | Reginilde di Godefrid                | …                              |  |  |       |  |  |                            |  |  |                                  |  |
|                                       |                                      | Reginilde di Godefrid                | …                              |  |  |       |  |  |                            |  |  |                                  |  |
|                                       |                                      | Reginilde di Godefrid                |                                |  |  |       |  |  |                            |  |  |                                  |  |